# Bovale
Le Bovale est le nom de deux cépages sardes d’origine ibérique.

## Bovale grande
Le Bovale grande est planté sur une superficie d'environ 1 380 hectares.

### Synonyme
Bova Murru, Bovale di Spagna, Bovale Mannu, Maraiola Maggiore, Mostaia, Nieddara, Nièddera, Nieddu Manu, Tintiglia, Tintilia, Tintillosa, Tintirella, Zinzillosa.

## Bovale sardo
Le Bovale sardo est planté sur une superficie d'environ 920 hectares.

### Synonyme
Bovale Piccolo, Bovale Piticco, Bovaleddo, Bovaleddu, Cadelanisca, Cardanissia, Carrixa, Moraiola Minore, Muristeddo, Muristellu, Nieddu Prunizza.